# Atentados em Timor-Leste em 2008
Os atentados em Timor-Leste em 2008 ocorreram quando soldados rebeldes timorenses invadiram as residências do presidente e do primeiro-ministro de Timor-Leste em 11 de fevereiro de 2008, conduzindo a um tiroteio que provocou um ferimento grave no presidente José Ramos-Horta, um disparo contra o carro do primeiro-ministro Xanana Gusmão e um tiro fatal contra o líder rebelde Alfredo Reinado. Os ataques foram diversas vezes interpretados como tentativas de assassinato, tentativas de sequestros e uma tentativa de golpe de Estado. As intenções dos rebeldes permanecem desconhecidas.
Depois de ter sido hospitalizado em Darwin, na Austrália, durante mais de um mês, Ramos-Horta recebeu alta do hospital no dia 19 de março, mas manteve-se em Darwin até abril em continuidade ao tratamento.

## Eventos
Os ataques iniciaram antes do amanhecer, quando os soldados rebeldes liderados por Alfredo Reinado entraram no complexo residencial do Presidente José Ramos-Horta na capital Díli. Eles desarmaram a equipe de segurança de plantão e entraram no complexo. Ramos-Horta não estava lá, estava fora correndo na praia. A segunda equipe de segurança, chegando para substituir a equipe noturna, viu Reinado na casa e abriu fogo, matando-o com um tiro na cabeça. Outro rebelde, Leopoldino Mendonça Exposto, também foi morto.
Ramos-Horta foi alertado sobre o tiroteio, mas caminhou de volta da colina para sua casa. Os homens de Reinado abriram fogo contra ele enquanto se aproximava de sua casa. Um dos guardas de Ramos-Horta o empurrou, tomando sua frente como um escudo humano. O guarda foi baleado e levado para um hospital em estado grave. Os rebeldes sobreviventes fugiram do local.
O primeiro-ministro Xanana Gusmão foi alertado do ataque à casa presidencial e deixou sua casa de carro para Díli. Um grupo de soldados rebeldes sob o comando do tenente Gastão Salsinha invadiu a casa de Gusmão, encontrando apenas a esposa Kirsty Sword Gusmão e os filhos de Gusmão. Outro grupo de rebeldes atirou nos pneus do carro de Gusmão em seu trajeto para Díli, porém o carro continuou por uma certa distância antes de Gusmão, ileso, abandoná-lo e fugir para uma mata para pedir ajuda.
Gusmão declarou um estado de emergência de 48 horas, incluindo um toque de recolher e à proibição de realização de reuniões ou comícios,  e descreveu os eventos como uma tentativa de golpe. Ramos-Horta foi levado para Darwin, na Austrália, para uma cirurgia de emergência.
Ramos-Horta tinha encontrado Reinado várias vezes nos meses que antecederam os ataques, tentando convencê-lo a render-se. O encontro mais recente, no domingo anterior, foi relatado por ter terminado acrimoniosamente.